# تور (سامانه موشکی)
تور (به روسی: Тор) -به معنی چنبره- (نام ناتو: سام-۱۵) سامانه موشکی سطح‌به‌هوای ارتفاع متوسط و پائین ساخت شوروی/روسیه است که می‌تواند انواع اهداف هواگرد از قبیل هواپیما، هلیکوپتر، موشک‌های کروز، موشک‌های بالستیک کوتاه برد و بمب‌های هدایت‌شونده را شناسایی، رهگیری و در نهایت منهدم سازد.
این سامانه در دوران شوروی با کد گراو ۹کا۳۳۱ تولید شده و از سال ۱۹۸۶ وارد ارتش سرخ شد. نام گزارشی ناتو این موشک نیز سا-۱۵ گانتلت (SA-15 Gauntlet) (به معنی دستکش آهنی زره قرون وسطی) است. مدل مخصوص نیروی دریایی این موشک با کد ۳کا۹۵ معرفی شده و نام ناتو آن نیز سا-ان-۹ است. تور نخستین سامانه دفاع هوایی دنیاست که از ابتدا به منظور شلیک به سوی بمب‌های هدایت‌شونده (به‌طور خاص بمب هدایت لیزری ای‌جی‌ام-۸۶ آمریکایی‌ها) طراحی شده است. این سیستم کار رهگیری و آتش را در مدت زمان ۵ الی ۸ ثانیه انجام می‌دهد و قادر است در یک زمان ۴۸ هدف هوائی را مورد رهگیری قرار بدهد. هدایت موشک‌های تور ام-۱ از طریق فرمان‌های رادیویی انجام می‌شود. این سامانه به راپیر انگلیسی‌ها و کروتال فرانسوی‌ها شباهتهایی هم دارد. هر سه سامانه متحرک و خودکششی هستند و البته مدل‌های ثابت و کششی آن‌ها نیز ساخته شده است. تور ام-۱ یک سامانه خودروپایه است که بر روی یک شاسی شنی‌دار سوار شده و شامل ۴ پرتابگر موشک و به همراه سامانه‌های رهگیر و هدف‌گیری است. وزن هر یک از موشک‌ها ۱۶۷ کیلو است که ۱۵ کیلوی آن مواد منفجره شدیدالانفجار ترکش‌دار است. بیشینه برد عملیاتی این سامانه ۱۲ کیلومتر و کمینه برد آن با توجه به مدل بین ۱۰۰ متر تا ۲ کیلومتر متغیر است. سقف پرواز موشک‌ها ۶ کیلومتر است و حداکثر سرعت آن‌ها به ۲٫۸ ماخ می‌رسد.

## سرنگونی هواپیمای اوکراینی توسط سپاه پاسداران
در دی ماه ۱۳۹۸ و پس از کشتن قاسم سلیمانی توسط دولت ایالات متحده آمریکا، جمهوری اسلامی اقدام به تهدید و حمله به پایگاه‌های آمریکا در شرق عراق نمود و چندین موشک بالستیک به پایگاه‌های آمریکا در عراق شلیک نمود. طبق گفته امیر علی حاجی‌زاده، فرمانده نیروی هوافضای سپاه پاسداران انقلاب اسلامی، یک سامانه پدافندی از نوع TOR-M1 در نزدیکی فرودگاه امام خمینی تهران مستقر شد که پرواز شماره PS752 هواپیمایی بین‌المللی اوکراین مورد اصابت قرار گرفت و ۱۷۶ نفر سرنشین آن کشته شدند. طبق اعلام سپاه پاسداران، این سامانه ساعت ۱۲ شب در این نقطه مستقر شده بوده است و علی‌رغم وجود وضعیت جنگی آسمان به روی پروازهای مسافری و تجاری بسته نشد. جمهوری اسلامی ابتدا برخورد موشک با این هواپیما را انکار کرد اما سرانجام بعد از گذشت سه روز و تشکیل تیم‌های حقیقت یاب، حاجی زاده در ویدئویی اعلام کرد سپاه به دلیل «خطای انسانی» هواپیما را با موشک سرنگون کرده است. کماکان تحقیقات راجع به صحت این ادعا ادامه دارد.

## موشک ها
این موشک ها برای رهگیری اهداف کوچک و دارای مانور تهاجمی ساخته شده اند. 

به وزن ۱۶۷ کیلوگرم (۳۶۸ پوند) ، موشک (9M330) ۹M۳۳۰ ۳٬۰۰۰ میلیمتر (۹٫۸ فوت) است. طولانی، ۱۵ کیلوگرم (۳۳ پوند) کلاهک و حداکثر سرعت آن در حدود ماخ ۲٫۸ (۲٬۱۳۱٫۴ مایل بر ساعت؛ ۳٬۴۳۰٫۱ کیلومتر بر ساعت) است. با استفاده از هدایت فرماندهی و فیوزهای مجاورتی کنترل شده توسط رادار، موشک ها می توانند تا ۳۰g مانور دهند. و با اهدافی که تا ماخ ۲ (۱٬۵۲۲ مایل بر ساعت؛ ۲٬۴۵۰ کیلومتر بر ساعت) پرواز می کنند درگیر شوید. 

## کاربران

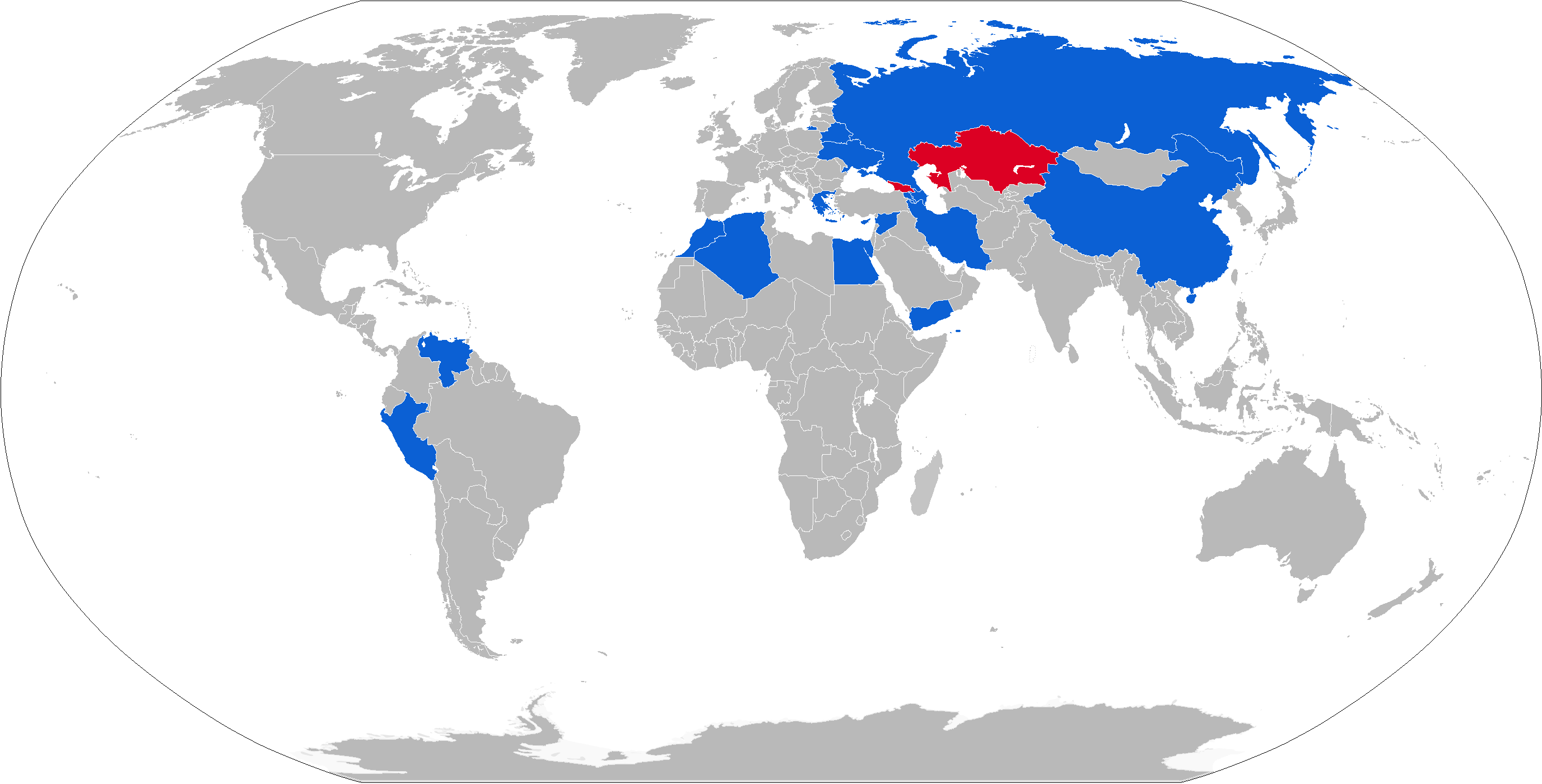
کاربران فعلی در آبی و کاربران سابق در قرمز

### کاربران کنونی
- الجزایر - Tor M2E، تحویل در سال 2018[۱۵]
- جمهوری آذربایجان – Several batteries of Tor-M2E.[۱۶]
- ارمنستان - حداقل دو خودروی جنگی Tor-M2KM تولید شده در سال 2019[۱۷]
- بلاروس – 2 batteries (4 vehicles each) delivered as of 10 January 2013. Third battery delivered in 2013.[۱۸][۱۹][۲۰] +5 Tor-M2K ordered in 2016 and delivered in 2018.[۲۱][۲۲] Additional systems were delivered and ordered in 2016 and 2017.[۲۳] 5 batteries of Tor-M2EK as of late 2018.[۲۴]
- چین – 35.[۲۵] ۶۰ ۹К۳۳۱ «Tor-M1» in 2013.[۲۶] Superseded by the HQ-17.
- قبرس – 6[۲۵]
- مصر – 16 M1s[۲۷][۲۸]+ at least one M2s in service[۲۹]
- یونان – 25 systems, 84 CVS[۳۰][۲۵]
- ایران – 29[۳۱]
- پرو[۳۲][۳۳]
- روسیه – 172[۳۴] + 8 Battalions of Tor M2U (M1-2U) (4 launchers in each).[۳۵] 116 Tor-M1-2Us and M2s were delivered in 2012-2017.[۳۶] 6 Battalions of Tor-M2 consisting of 12 combat vehicles each were delivered as of 2019.[۳۷] More Tor-M2 (9K332) and Tor-M2DT (9K331MDT) in production.[۳۸]
- اوکراین – 6 spotted at 2018 Independence Day Parade[۳۹]
- ونزوئلا – 12 in 2012,[۴۰] later +26 on order[۴۱][۴۲]
- یمن – 12[۴۳][۴۴][۴۵]
- مراکش – + (media)[۴۶]
- سوریه[۴۷][۴۸]

### کاربران پیشین
- شوروی – به کشورهای جانشین منتقل شد
- گرجستان[۴۹][۵۰]
- قزاقستان

## منابع

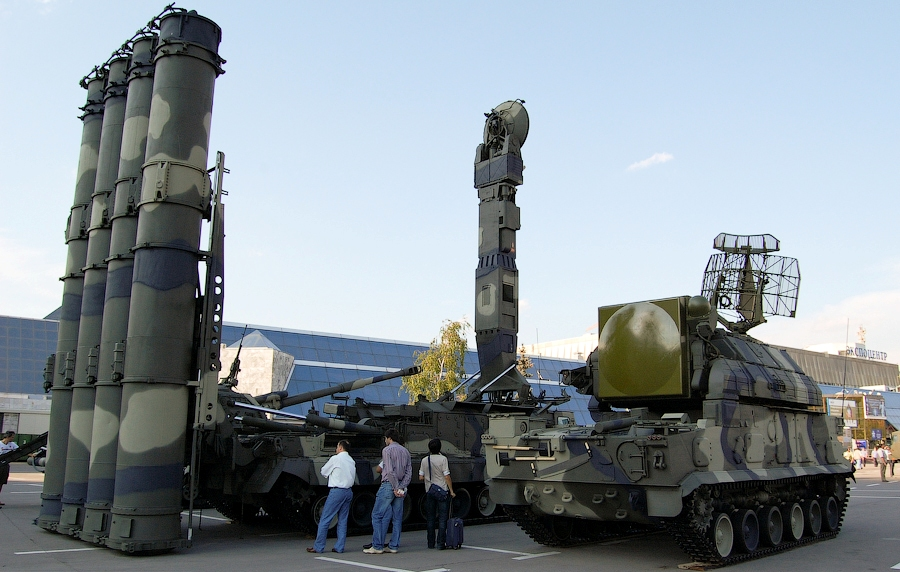
یک سیستم تور در کنار یک سیستم اس-۳۰۰